# Edis Matusevičius
Edis Matusevičius, född 30 juni 1996, är en litauisk spjutkastare.

## Karriär
Vid VM 2023 placerade sig Matusevičius på en åttonde plats i spjutfinalen. Samma år tog han silver vid de Europeiska spelen.